# Crobizi
Crobizii sunt un trib dacic sau getic, de neam tracic, care locuia la sud de Dunăre (conform lui Hecateu), în Dobrogea (Sciția Minor) între Tomis și Callatis (conform lui Strabon) fie lângă Dionysopolis (conform lui Pseudo-Scymnus). Această localizarea îi face pe învățații moderni să-i considere geți, locuitorii principali ai ținutului dintre munții Carpați și Haemus. V. Besevliev, renumit lingvist bulgar, considera că toponimele terminate în dina (Adina, Amlaidina - astăzi probabil localitatea 23 August din jud. Constanța și Mangalia - și Asbolodina - menționată în teritoriul callatian) pot fi atribuite crobizilor, ceea ce, după cum se vede, ar coincide cu localizarea acestora de către Strabon.
Despre istoria acestora Filarcos, documentând perioada 272 î.Hr.-220 î.Hr., spune că au avut un conducător, Isanthes renumit pentru frumusețea, puterea și bogăția lui, precum și pentru faptul „că-i întrecea în desfrâu pe toți cei din neamul său” (mărturia se găsește la istoricul Phylarchos și la Athenalos). Lexicograful bizantin Suidas le atribuia credința în nemurirea sufletului, larg răspândită la neamurile getice.